# Fiona Apple
Fiona Apple (născută Fiona Apple McAfee-Maggart, n. 13 septembrie 1977, New York City, New York, SUA) este o cântăreață, pianistă și compozitoare americană.

## Cariera
Pregătită și educată pentru muzica clasică în copilăria și adolescența sa, Apple a început să compună propriile sale melodii la vârsta de opt ani. Albumul său de debut, Tidal, scris când Fiona fusese de 17 ani, a fost lansat în 1996, fiind recompensat cu un Grammy Award în categoria Best Female Rock Vocal Performance pentru single-ul "Criminal". Apple a continuat seria succeselor sale cu When the Pawn ... (1999), produs de Jon Brion, care a fost de asemenea un succes comercial și de critică, fiind confirmat a fi de nivelul platinum.
În cazul celui de-al treilea album al său, Extraordinary Machine (2005), Apple a colaborat din nou cu Jon Brion, înregistrările fiind un efort artistic desfășurat pe parcursul a trei ani, 2002-2005. Oricum, Apple nu a fost mulțumită cu rezultatul final și a decis să nu lanseze albumul. În decursul celor întâmplate după oprirea lansării albumului, fanii muzicienei au protestat în fața casei de discuri Epic Records datorită falsei impresii că Epic erau vinovați de oprirea lansării albumului. În final, albumul a fost reînregistrat fără contribuția lui Brion și lansat în octombrie 2005. Albumul Extraordinary Machine a devenit apoi certificat ca gold și nominalizat pentru categoria Grammy Award for Best Pop Vocal Album.
În 2012, cantautoarea americană a lansat cel de-al patrulea album al său de studio, The Idler Wheel ..., care a fost primit foarte bine din punct de vedere critic, fiind urmat de un lung turneu muzical de-a lungul și de-a latul Statelor Unite.

## Viață și carieră

### 1977–1993 — Viață timpurie
Născută și crescută în cartierul Upper West Side al Manhattan-ului, New York City, în 1977, Fiona Apple este fiica cântăreței Diane McAfee și a actorului Brandon Maggart, care s-au cunoscut pe scena musicalului de pe Broadway Applause.

## Discografie
- Tidal (1996)
- When the Pawn... (1999)
- Extraordinary Machine (2005)
- iTunes Originals – Fiona Apple (2006)
- The Idler Wheel Is Wiser Than the Driver of the Screw and Whipping Cords Will Serve You More Than Ropes Will Ever Do (2012)
- Fetch the Bolt Cutters (2020)